# Festuca skvortsovii
Festuca skvortsovii är en gräsart som beskrevs av Evgenii Borisovich Alexeev. Festuca skvortsovii ingår i släktet svinglar, och familjen gräs. Inga underarter finns listade i Catalogue of Life.